# Helle Bjerregaard
Helle Bjerregaard (* 21. Juni 1968) ist eine ehemalige dänische Fußballspielerin, die sowohl im Verein als auch in der Nationalmannschaft als Torhüterin agierte.

## Karriere
Bjerregaard spielte im Seniorinnenbereich zunächst für Fortuna Hjørring, bevor sie 1989 zum Kopenhagener Vorortverein Boldklubben Rødovre wechselte. Nach ihrer sieben Jahre währenden Vereinszugehörigkeit wechselte sie zum Ligakonkurrenten Brøndby IF.
Am 22. Mai 1987 kam sie beim 1:0-Sieg über die Nationalmannschaft Schwedens zu ihrem ersten Einsatz in der Nationalmannschaft. Im Jahr 1991 nahm sie an der Premiere der (für Frauen) offiziellen Weltmeisterschaft teil, in der sie in vier Turnierspielen eingesetzt wurde. Bjerregaard bestritt am 29. Mai 1996 beim 4:3-Sieg über die Nationalmannschaft Japans ihr 56. und letztes Länderspiel für die DBU.

## Erfolge
- Viertelfinalist Weltmeisterschaft 1991
- Dritter Europameisterschaft 1993
- Dritter Europameisterschaft 1991